# Prime (Rakete)

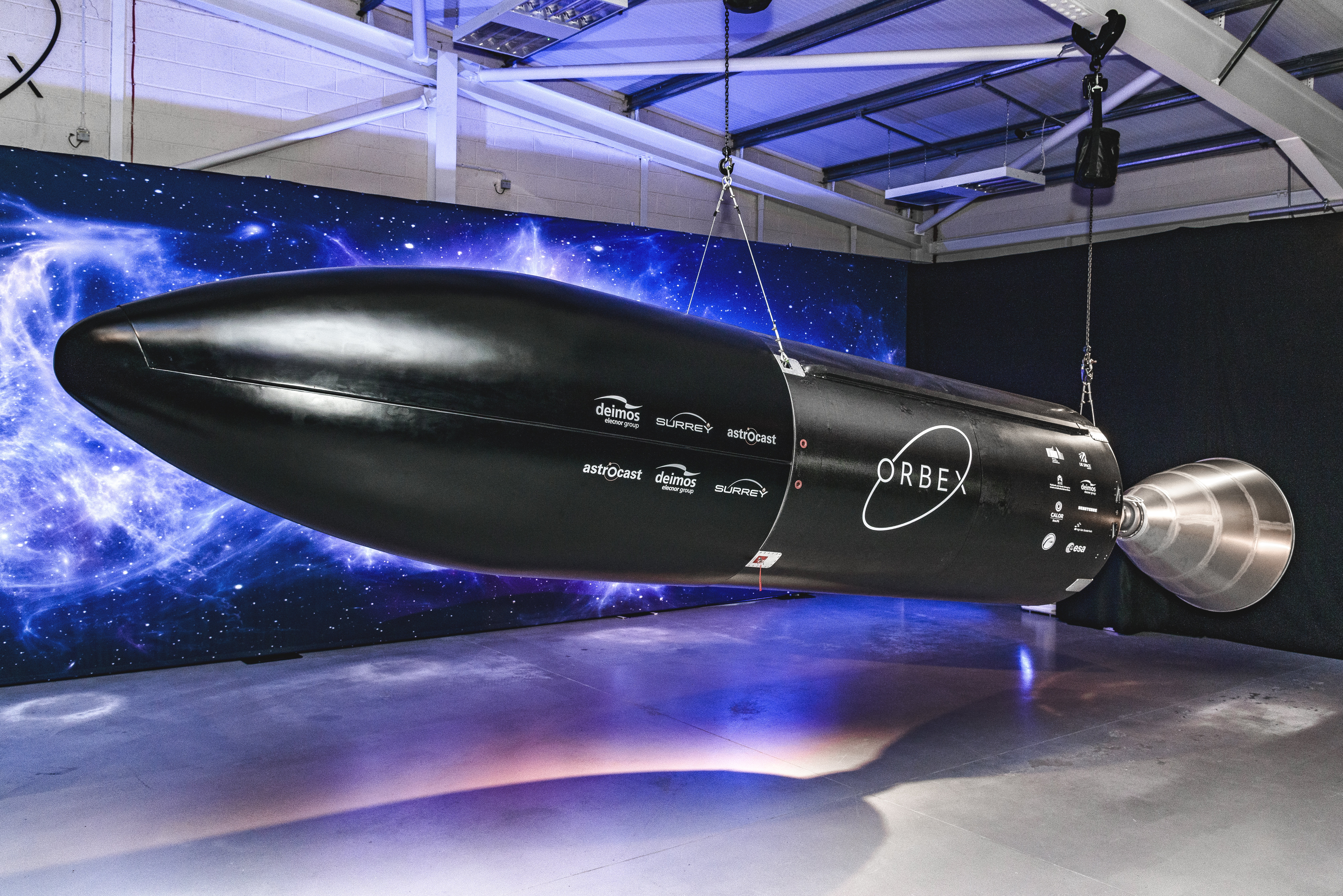
Prototyp der zweiten Raketenstufe

Die Prime ist eine in Entwicklung befindliche, teilweise wiederverwendbare Trägerrakete des schottisch-dänischen Herstellers Orbex. Sie ist für den Start europäischer Kleinsatelliten vorgesehen. An der Nordküste Schottlands begann Orbex im Mai 2023 mit dem Bau eines neuen Weltraumbahnhofs für die Prime.

## Geschichte
Orbex entstand aus dem Projekt „Moonspike“ des britischen Unternehmers Chris Larmour und des dänischen Architekten und Raumfahrtingenieurs Kristian von Bengtson. Moonspike wurde 2015 mit dem Ziel gegründet, durch Crowdfunding eine eigene Mission zum Mond zu finanzieren. Geplant war eine zweistufige, mit Alkohol und Flüssigsauerstoff betriebene Rakete, die eine gekapselte Nutzlast auf eine Kollisionsbahn mit dem Mond bringt. Von den angestrebten 1 Mio. US-Dollar an Kickstarter-Einnahmen wurde jedoch nur 123.000 US-Dollar erlöst.
Anlässlich der Farnborough Air Show im Juli 2018 machte Orbex seine Pläne zum Bau der Prime bekannt. Zu diesem Zeitpunkt war mit 30 Mio. Pfund (etwa 34 Mio. Euro) bereits die Hälfte des geschätzten Kapitalbedarfs für die Entwicklung der Rakete gesichert. Laut Unternehmensangaben wurden unter anderem Gelder von der UK Space Agency, der ESA, den Wagniskapitalfonds Sunstone Technology Ventures und High-Tech Gründerfonds sowie der Firma Elecnor Deimos Space als strategischem Partner eingeworben.
Im Februar 2019 eröffnete Orbex eine neue Firmenzentrale in Forres im Norden Schottlands und präsentierte dort einen – noch nicht flugfähigen – Prototyp der zweiten Raketenstufe.

## Aufbau

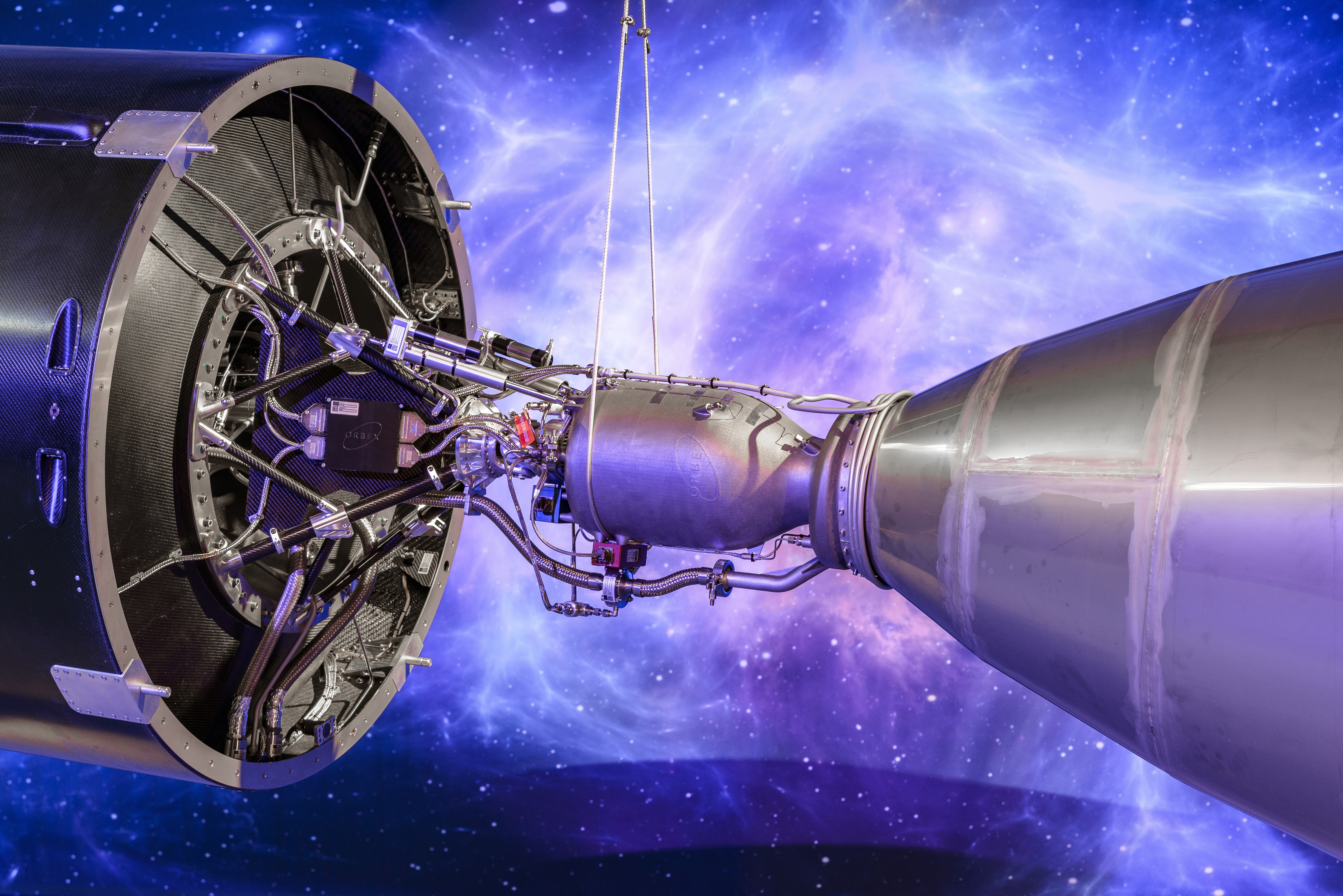
Prototyp des Triebwerks

Die Prime ist als zweistufige Rakete ausgelegt. Ihre tragenden Strukturen bestehen aus einem CFK-Aluminium-Verbundmaterial. Die zentrale Einheit des Motors wird in einem Stück mit einem Metall-3D-Drucker des deutschen Herstellers Nikon SLM Solutions gefertigt. Die erste Stufe soll von sechs dieser Motoren angetrieben werden, die zweite Stufe von einem.
Als Treibstoff kommt verflüssigtes Biogas in Form von Propan zum Einsatz, als Oxidator Flüssigsauerstoff. Dadurch arbeitet das Triebwerk einerseits annähernd klimaneutral, andererseits ermöglicht der relativ niedrige Gefrierpunkt des Propans eine besonders leichte Tankkonstruktion: Der Treibstofftank wird platzsparend innerhalb des Tanks mit kryogenem Sauerstoff angebracht.
Ähnlich der US-amerikanischen Rakete Vulcan ist auch bei der Prime eine Wiederverwendung der Triebwerkseinheit der Erststufe angedacht. Die Triebwerke sollen nach dem Einsatz im Meer landen. Als weitere Innovationen nennt der Hersteller eine Triebwerkszündung ohne bewegliche oder elektrisch betriebene Teile.

## Produktions- und Starteinrichtungen
Die Prime wird am Orbex-Hauptsitz in Forres entwickelt und endgefertigt. Triebwerksentwicklung, -produktion und -test sind in Hvidovre bei Kopenhagen sowie an einem weiteren dänischen Standort angesiedelt.
Auf der Halbinsel A' Mhòine – etwa 150 Kilometer nördlich von Forres – baut Orbex den Sutherland Spaceport. Zudem zieht oder zog Orbex einen Startplatz auf der Azoreninsel Santa Maria oder in Norwegen in Erwägung. Die Wirtschaftlichkeit und Naturverträglichkeit des Sutherland Spaceport ist umstritten.

## Technische Daten
Stand: 2025
|                 | Erste Stufe                                      | Zweite Stufe                                     |
| --------------- | ------------------------------------------------ | ------------------------------------------------ |
| Höhe            | 19 m                                             | 19 m                                             |
| Durchmesser     | 1,45 m                                           | 1,45 m                                           |
| Leermasse       |                                                  | 0,35 t                                           |
| Startmasse      | 18 t                                             | 18 t                                             |
| Schub           |                                                  | 30 kN                                            |
| Treibstoff      | Bio-Propan-Flüssiggas                            | Bio-Propan-Flüssiggas                            |
| Oxidator        | Flüssigsauerstoff                                | Flüssigsauerstoff                                |
| Nutzlast ⇒ Höhe | 220 kg ⇒ 200 km 150 kg ⇒ 500 km 100 kg ⇒ 1250 km | 220 kg ⇒ 200 km 150 kg ⇒ 500 km 100 kg ⇒ 1250 km |
| Orbits          | polar, sonnensynchron                            | polar, sonnensynchron                            |